# Falculelle
Les falculelle sont un dessert corse typique.

## Description
Ce sont des galettes sucrées à base de brocciu et d'oeufs souvent aromatisées au citron et à l'eau de vie et cuites au four sur des feuilles de châtaignier.
Ces petits gâteaux sont proches du fiadone dans la composition de la pâte et sont cuites comme les migliacci, une spécialité salée déposée elle aussi sur des feuilles de châtaignier et non dans un moule.
A Corte, dont elles sont la spécialité, on les prépare avec du brocciu, du jaune d'œuf et du sucre en proportions égales.
D'autres recettes indiquent pour 500g de brocciu égoutté et écrasé à la fourchette, 3 ou 4 œufs, 125g de sucre.
De manière facultative, on peut rajouter dans la pâte du zeste de citron et de l'eau de vie.
En cas d'addition de farine dans la pâte, la proportion est de 2 œufs.
La préparation est déposée par grosse cuillerées sans l'étaler sur chaque feuille de châtaignier.
Les tas doivent être espacés sur la plaque car ils s'étalent à la cuisson.
Un badigeon de sirop de sucre à l'eau ou d'une préparation à base de jaune d'œuf, de sucre et d'eau de vie peut être ajouté pour un aspect brillant.
Les gâteaux sont cuits une quinzaine de minute environ à four chaud jusqu'à ce qu'il deviennent légèrement dorés.
La feuille de châtaignier ne se consomme pas.
À défaut de feuilles de châtaignier, on peut utiliser du papier sulfurisé comme support pour la cuisson.